# 斯卡斯克韋爾韋特冰川
斯卡斯克韋爾韋特冰川（英語：Skarskvervet Glacier）是南極洲的冰川，位於毛德皇后地，流經洪堡山脈的博特恩費萊特山東面，由德國探險隊發現和拍攝照片，現時由南極條約體系管理。